# Communauté de communes des Deux Sources
Die Communauté de communes des Deux Sources (auch: Communauté de communes des 2 Sources geschrieben) war ein französischer Gemeindeverband mit der Rechtsform einer Communauté de communes im Département Pas-de-Calais in der Region Hauts-de-France. Sie wurde am 26. Dezember 2007 gegründet und umfasste 50 Gemeinden. Der Verwaltungssitz befand sich im Ort Bavincourt.

## Historische Entwicklung
Der Gemeindeverband entstand 2008 durch die Fusion der Vorgängerorganisationen Communauté de communes du Canton de Pas-en-Artois und Communauté de communes des Villages Solidaires.
Am 1. Januar 2017 wurde der Gemeindeverband mit der Communauté de communes La Porte des Vallées und der Communauté de communes de l’Atrébatie zur neu gegründeten Communauté de communes des Campagnes de l’Artois zusammengelegt. Abweichend davon schlossen sich die Gemeinden Hébuterne, Foncquevillers, Gommecourt, Puisieux, Sailly-au-Bois und Souastre der Communauté de communes du Sud-Artois an.

## Ehemalige Mitgliedsgemeinden
1. Amplier
2. Barly
3. Bavincourt
4. Beaudricourt
5. Beaufort-Blavincourt
6. Berlencourt-le-Cauroy
7. Bienvillers-au-Bois
8. Canettemont
9. Couin
10. Coullemont
11. Couturelle
12. Denier
13. Estrée-Wamin
14. Famechon
15. Foncquevillers
16. Gaudiempré
17. Givenchy-le-Noble
18. Gommecourt
19. Grand-Rullecourt
20. Grincourt-lès-Pas
21. Halloy
22. Hannescamps
23. Hébuterne
24. Hénu
25. Houvin-Houvigneul
26. Humbercamps
27. Ivergny
28. Liencourt
29. Lignereuil
30. Magnicourt-sur-Canche
31. Mondicourt
32. Orville
33. Pas-en-Artois
34. Pommera
35. Pommier
36. Puisieux
37. Rebreuve-sur-Canche
38. Rebreuviette
39. Sailly-au-Bois
40. Saint-Amand
41. Sars-le-Bois
42. Sarton
43. Saulty
44. Sombrin
45. Souastre
46. Le Souich
47. Sus-Saint-Léger
48. Thièvres
49. Warlincourt-lès-Pas
50. Warluzel